# István Beöthy
István Beöthy, französisch Etienne Beothy (* 2. September 1897 in Heves (Komitat Heves, Königreich Ungarn); † 27. November 1961 in Paris) war ein ungarischer Bildhauer und Architekt, der hauptsächlich in Frankreich lebte und wirkte.

## Biografie
Nach dem Ersten Weltkrieg, in dem er Soldat war, begann Beöthy ein Architekturstudium in Budapest. Er hatte Kontakt zu Künstlern um Lajos Kassák, die sich weitgehend an den Maximen des Konstruktivismus und des Suprematismus orientierten und besuchte 1919 die freie Kunstschule von József Rippl-Rónai.
Seine frühesten um 1919 entstandenen Arbeiten zeigen einen architektonischen Aufbau aus genau berechenbaren Proportionen und lassen konstruktive Tendenzen erkennen. Beöthy verharrte in einer Strenge und blieb gelegentlich auch einer etwas überpointierten formalen Festigkeit verpflichtet. Im gleichen Jahr wurde er durch die Beziehungen zur Malergruppe „Section d’Or“ zu seiner Schrift „La Série d’Or“ angeregt, in der er das Prinzip des Goldenen Schnittes zur bestimmenden Gestaltungsidee erklärte. Dieser Text, der erst 1939 in Paris erschien, enthält bereits den zentralen Gedanken seiner späteren künstlerischen Arbeit.
Von 1920 bis 1924 studierte Beöthy in Budapest Bildhauerei bei Béla Radnai. Ein Stipendium führte Beöthy nach Wien, von wo er zunächst mehrere Reisen nach Westeuropa unternahm, bis er sich 1925 in Paris niederließ. Hier kam Beöthy mit Gestaltungsmodellen und Bewegungen in Berührung, die vor einem ganz anderen geistigen Hintergrund entstanden sind: dem romanischen. Unmittelbar darauf entfaltete er eine bemerkenswerte schöpferische Aktivität. Anstelle der bloß erdachten Kompositionen entdeckte er die Figur. Und statt der kantigen Kühle seiner ersten Jahre begann er verbindliche Zwischenzonen zu bevorzugen. Es entstanden figurative schwungvolle Skulpturen, deren harmonischer Rhythmus durch die Prinzipien der „Série d’Or“ bestimmt wird. In der gleichnamigen Abhandlung suchte er nachzuweisen, dass jedes Kunstwerk einen mathematischen Ausgangspunkt hat. Seine Bildwerke nahmen anthropomorphe Züge an. Nicht zufällig entdeckte er zur selben Zeit die Schönheit des Holzes, das er in der Folge als Material zu bevorzugen begann. Der Umgang mit diesem gewachsenen Material bestimmte Volumen, Rhythmus und ästhetischen Charakter so stark, dass man selbst bei vielen Bronzen vermutet, sie könnten aus Holz sein. Sehr schlank sind die Plastiken, die seit jener Zeit entstanden. Sie recken sich auf wie Symbole eines Irdischen, das dem Himmel zustreben möchte, wobei die Spirale zur Grundform wird, von der aus Beothy die meisten seiner Einzelkonzeptionen entwickelte. Michel Seuphor hat von „lyrischen Begeisterungszuständen“ gesprochen, die „in die Höhe schießen, wie gefrorene Flammen“.
Beöthy fand Anschluss an die Pariser Kunstszene und beteiligte sich an Ausstellungen der „Salon d'Indépendants“. Beöthy heiratete 1927 Anna Steiner. Im Jahr 1928 hatte er seine erste Einzelausstellung in der Galerie „Au Sacre du Printemps“ und war 1931 neben Auguste Herbin und Georges Vantongerloo Mitbegründer der Gruppe „Abstraction-Création“, deren Vizepräsident er zeitweilig war.
Mit der Galerie „L'Effort Moderne“ von Léonce Rosenberg hatte Beöthy von 1931 bis 1939 einen Exklusivvertrag. Im Jahr 1938 organisierte er eine Ausstellung in Budapest, die erstmals nonfigurative Kunst in Ungarn zeigte.
Wie Herbin später findet er Parallelen zu den Schwesterkünsten, vor allem zur Musik. Und er sucht sie durch sein Material greifbar, spürbar, erlebbar zu machen. Die Plastiken entfalten sich fortan im Sinne von Klangkörpern, die ihre Bestätigung durch entsprechende musikalische Titel erfahren. „Gespannt zwischen die Pole von abstraktem Kalkül und gegenständlicher Sinnlichkeit, sind diese handwerklich ausgezeichnete Holzskulpturen bildnerische Ästhetik von fast unübertroffener Vollkommenheit“ (Eduard Trier).
Während des Zweiten Weltkrieges war er in der französischen Résistance aktiv, für die er Flugblätter herstellte. Im Jahr 1946 war er Gründungsmitglied des Salon des Réalités Nouvelles und 1951 der Gruppe „Espace“. Die Galerie „Maeght“ in Paris zeigte 1948 eine Retrospektive seiner Arbeiten. Im Jahr 1951 gründet er mit Fernand Léger und Le Corbusier die Zeitschrift „Formes et Vie“. Für eine kurze Zeit leitete Beöthy von 1952 bis 1953 die Architekturklasse an der École des Beaux-Arts und hielt Vorlesungen über Farbe und Proportion. In den folgenden Jahren arbeitete er mit Architekten zusammen und war unter anderem an den Plänen für den Wiederaufbau von Le Havre beteiligt.
Zum Ende der fünfziger Jahre ist Beöthy von der figuralen Konzeption ein wenig abgerückt. Sein Bestreben ging in Richtung auf eine Synthese aus Malerei, Plastik und Architektur. Trotzdem ist die Poesie in seinem Werk geblieben, die Zartheit, die Diskretion, die es niemals zu einem vordergründigen Ergebnis in der Materialisation einer Phantasie kommen ließ.

## Ausstellungen
- 1928: Galerie Sacre du Printemps, Paris
- 1929: Galerie Zak, Paris
- 1930: Galerie Bonaparte, Paris
- 1931: SALON Kovács Á., Budapest
- 1934: Ausstellungsräume Abstraction-Création, Paris
- 1942: Centre d’Etudes Hongroises, Paris
- 1946: Galerie Denise René, Paris
- 1948: Galerie Maeght, Paris
- 1952: La Librairie des Archers, Lyon
- 1953: Galerie Ex-Libris, Brüssel, Antwerpen
- 1958: Berri-Lardy, Paris
- 1974: Galerie Gmurzynska-Bagera, Köln
- 1979: Skulpturen-Museum, Marl
- 1983: Janus Pannonius Múzeum, Pécs
- 1985: Beothy et l’avant-garde hongroise, Galerie Franka Berndt, Paris
- 1990: Ständiger Ausstellungsraum Musée de Grenoble
- 1991: Galerie Franka Berndt, Paris

## Schriften
- Etienne Beothy : ein Klassiker der Bildhauerei ; Retrospektive ; Skulpturenmuseum Glaskasten, 28. April – 7. Juni 1979, enthält Texte von Etienne Beothy. Übers.: Helga Müller-Hofstede, Marl 1979, ISBN 3-924790-00-0
- Béothy, Derrière le Miroir (Nr. 10), Galerie Maeght, Paris, Mai 1948.